# Прогноз погоды
Прогноз погоды — научно обоснованное предположение о будущем состоянии погоды в определённом пункте или регионе на определённый период. Составляется (разрабатывается) метеорологическими службами на основе методов метеорологии.
Прогнозы погоды необходимы для сельского хозяйства, для выбора маршрутов по суше, морю и воздуху, для подготовки к надвигающимся стихийным бедствиям, а также для многих отраслей экономики. 
В настоящее время оперативное взаимодействие между национальными службами погоды (путем централизованного сбора данных, обмена данными и анализом) обеспечивает Всемирная служба погоды, которая осуществляет сбор метеорологических, климатологических, гидрологических и океанографических данных с более чем пятнадцать спутников, сто заякоренных и шестьсот дрейфующих буев, 3000 самолётов, 7300 морских судов и около 10 000 наземных станций. С помощью этих данных и моделей численного прогнозирования погоды формируются ежедневные прогнозы погоды и выпускаются ранние предупреждения о стихийных бедствиях. Всемирная служба погоды также формирует стандарты для измерения собираемых данных.

## Классификация
Прогнозы делятся по заблаговременности периода, на который даётся прогноз:
- текущая погода — от 0 до 2 часов;
- сверхкраткосрочные (СКПП) — до 12 часов;
- краткосрочные (КПП) — от 12 до 72 часов;
- среднесрочные (СПП) — от 72 часов до 10 суток;
- с расширенным сроком — от 10 до 30 суток;
- долгосрочные (ДПП) — от 30 суток до двух лет; включают месячный, трёхмесячный (или 90-суточный), сезонный ориентировочные прогнозы, которые представляют собой описание усреднённых метеорологических параметров, выраженных в виде отклонения (девиация, колебание, аномалия) от климатических величин соответственно для этого месяца (не обязательно для предстоящего месяца), для этого 90-суточного периода (не обязательно для предстоящего 90-суточного периода), для этого сезона;
- прогноз климата — свыше двух лет;
- прогноз климата на год-десятилетие (описание ожидаемых параметров климата, связанных с изменением межгодовых и десятилетних климатических аномалий, а также аномалий нескольких десятков лет);
- прогноз климата (описание ожидаемого в будущем климата с учётом влияния естественных и антропогенных факторов).

Оправдываемость прогнозов тем ниже, чем выше заблаговременность. Оправдываемость СКПП составляет приблизительно 95—96 %, КПП 85—95 %, СПП 65—80 %, ДПП 60—65 %, прогнозов климата — около 50 %.
Прогнозы погоды делятся по типам в зависимости от целей, для которых они разработаны:
- прогнозы общего пользования (публикуемые в СМИ и на интернет-сайтах, озвученных по телевидению и радио) содержат краткую информацию об облачности, атмосферных осадках, атмосферных явлениях, ветре, температуре, влажности воздуха и атмосферном давлении; режимах работы предприятий[4];
- авиационные прогнозы содержат детальную характеристику ветра, видимости, атмосферных явлений, облачности, температуры воздуха;
- морские и речные прогнозы содержат детальную характеристику ветра, волнения, атмосферных явлений, температуры воздуха;
- сельскохозяйственные (агрометеорологические) прогнозы содержат детальную характеристику атмосферных осадков и температуры воздуха.

## Физика прогноза погоды
Прогноз синоптического положения, то есть температуры, осадков, влажности и полей давления (геопотенциала) опирается на законы, описывающие движение атмосферы как сжимаемой жидкости. Данные законы относятся к такому разделу физики как гидродинамика, которая включает в себя уравнения движения, состояния газов, переноса влажности, сохранения массы. Решая эти уравнения численными методами для конкретного состояния атмосферы, можно получить числовые значения будущих полей давления, температуры, ветра. В качестве исходных данных для подстановки в уравнения являются измеренные в настоящий момент параметры атмосферы; измерения проходят по всей возможной высоте. Численное интегрирование уравнений обязано своей точностью современным вычислительным машинам, которые могут обрабатывать значительное количество входных данных. Тем не менее, для целей численного решения уравнений и быстрой интерпретации этих решений необходимо использовать максимально возможные ресурсы — суперкомпьютеры.

## Приметы погоды
Для целей прогнозирования погоды возможно использовать не только данные науки метеорологии как таковой, но и наблюдаемые корреляции между некоторыми параметрами погоды в настоящем и будущем. Отметим, что следующие приметы являются следствием исключительно научного понимания природы Земли. Ниже приведены некоторые из них.
Можно ожидать неустойчивую погоду и дождь:
- температура ночью необычно высока;
- давление понижается;
- имеется гало вокруг солнца или луны;
- облака, находящиеся на разных высотах, движутся порознь;
- присутствуют неупорядоченные перистые облака ;
- после полудня в летнее время года наблюдаются темные облака;
- кучевые или слоистые облака становятся ниже;
- быстрое образование кучевых облаков.

Можно ожидать затяжные осадки:
- ветер юго-восточный, северо-восточный с падением давления;
- погода неустановившаяся (смотри признаки выше), при этом дует южный ветер с падением давления (для северного полушария).

Можно ожидать ясную погоду:
- давление поднимается или остается неизменным;
- ветер меняется на западный или северо-западный (юго-западный в южном полушарии);
- температура падает;
- лёгкий бриз с запада или северо-запада (юго-запада южнее экватора): красный закат;
- облачность уменьшается после 16:00;
- утренний туман пропадает в течение двух часов после восхода солнца.

## Первые прогнозы
- 1 августа 1861 года — в газете Times за авторством Роберта Фицроя[5]. Впоследствии по причине неточности своих прогнозов он совершил самоубийство.